# 日和山 (名取市)
日和山（ひよりやま）は、宮城県名取市閖上にある築山である。

## 地理
名取市北東端の太平洋の仙台湾に面した場所にあり、名取川河口の南岸、貞山運河の東、ゆりあげ港朝市が開かれる閖上漁港から西に位置する。仙台東部道路の名取インターチェンジから自動車で約5分の位置である。日和山の周辺は名取市震災メモリアル公園となっている。震災前は山の東側に日和山公園があった。
過去の写真から、建造当初は整った形状だったことが分かるが、経年変化により山体は丸みを帯びたいびつな円錐台になった。山の東側に石段が設けられている。平坦な山頂には、忠魂碑と富主姫神社社殿（閖上2丁目の湊神社から遷座）とがあったが、東北地方太平洋沖地震（東日本大震災）に伴う津波で社殿が流失した。

## 歴史

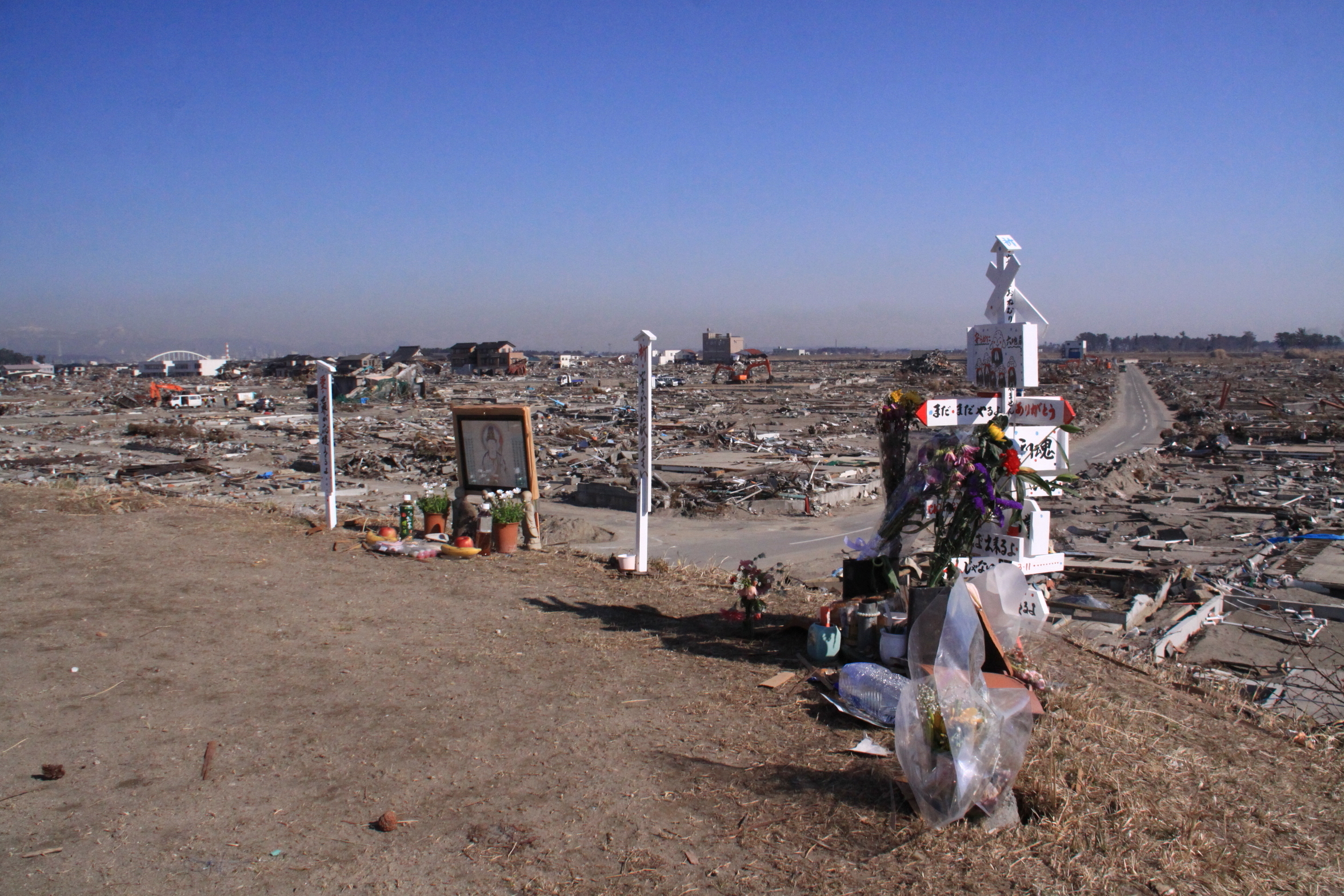
震災後、山頂から北西方向の眺望（2011年4月6日撮影）

1920年（大正9年）、船の出入りや天候、海の様子を確認するために、在郷軍人分会によって日和山の建設が計画された。これには多くの人の賛同があり、勤労奉仕によって日和山が造られた。この造成には当時の第2師団の師団長中島正武も参加したと伝わっている。昭和初期の絵葉書で日和山を「中嶋山」と表記したものがある。
2011年（平成23年）3月11日、東北地方太平洋沖地震（東日本大震災）に伴う津波に山体がのみこまれ、山頂の富主姫神社が流失した。山頂に残った樹木には、山頂より2.1メートル上方まで水位が上がった痕跡が見つかった。同年6月、富主姫神社の神籬が建立された。また、同様に流失した湊神社の分霊も建立された。震災後、閖上一帯を見渡せるこの山には多くの人が訪れるようになり、鎮魂の場となった。
2012年（平成24年）、閖上地区の復興事業に伴う仙塩広域都市計画が決定し日和山公園が廃止され、2019年（令和元年）に整備された日和山周辺が名取市震災メモリアル公園としてオープンした。